# Legia Poznań
KS Legia – polski klub piłkarski z Poznania, istniejący w latach 1922–1949. 

## Historia
Mistrz okręgu (Mistrz Wielkopolski) PZOPN w latach: 1927, 1929, 1930, 1931, 1932, 1933, 1934, 1934/1935, 1937/1938, 1938/1939.
Mimo że aż dziewięciokrotnie walczył w eliminacjach o awans do I ligi nigdy tego awansu nie udało się im wywalczyć. Najbliżej było w 1939 roku, kiedy to zawodnicy z Poznania zakwalifikowali się do ścisłego finału, wraz z Śląskiem Świętochłowice, Śmigłym Wilno i Junakiem Drohobycz. Dla czołowej trójki przewidziany był awans, ale udaremnił to wybuch wojny.
Okres po II wojnie światowej nie sprzyjał takim klubom jak Legia czy Warta. Za przyzwoleniem ówczesnych władz w siłę w Poznaniu rosły kluby „resortowe”: Milicyjny KS (późniejsza Olimpia Poznań) i KKS (dzisiejszy KKS Lech). Po wojnie Legia Poznań już nie odgrywała znaczącej roli – grając w A-klasie.
16 marca 1949 roku, sześć poznańskich klubów – Surma, Legia, Tramwajarz, Naprzód, Skarbowiec i Nurt – uległo odgórnie przeprowadzonej „komasacji”, w wyniku czego powstał Związkowy Klub Sportowy (ZKS) Ogniwo. Ogniwo, oparte głównie na piłkarzach Legii, w 1953 weszło do nowo powstałej ligi międzywojewódzkiej (III ligi). Po likwidacji „stalinowskich” zrzeszeń sportowych z Ogniwa wyłoniła się tylko Surma, a na bazie Legii powstał nowy klub KS Energetyk.

## Zestawienie meczów w ramach derby Poznania
| Lp. | Data                 | Gospodarze – Goście        | Zwycięzca    | Rozgrywki          | Wynik |
| --- | -------------------- | -------------------------- | ------------ | ------------------ | ----- |
| 1   | 8 kwietnia 1934      | Lech Poznań – Legia Poznań | Legia Poznań | Klasa „A” – Poznań | 0-2   |
| 2   | 31 marca 1935        | Lech Poznań – Legia Poznań | Legia Poznań | Klasa „A” – Poznań | 0-6   |
| 3   | 26 maja 1935         | Legia Poznań – Lech Poznań | Legia Poznań | Klasa „A” – Poznań | 5-1   |
| 4   | 24 listopada 1935    | Lech Poznań – Legia Poznań | Legia Poznań | Klasa „A” – Poznań | 1-4   |
| 5   | 8 kwietnia 1936      | Legia Poznań – Lech Poznań | Legia Poznań | Klasa „A” – Poznań | 4-0   |
| 6   | 8 listopada 1936     | Lech Poznań – Legia Poznań | Legia Poznań | Okręgowa – Poznań  | 0-3   |
| 7   | 30 maja 1937         | Legia Poznań – Lech Poznań | Lech Poznań  | Okręgowa – Poznań  | 2-3   |
| 8   | 24 października 1937 | Lech Poznań – Legia Poznań | Legia Poznań | Okręgowa – Poznań  | 0-2   |
| 9   | 26 maja 1938         | Legia Poznań – Lech Poznań | Lech Poznań  | Okręgowa – Poznań  | 0-1   |
| 10  | 16 października 1938 | Legia Poznań – Lech Poznań | Legia Poznań | Okręgowa – Poznań  | 4-1   |
| 11  | 23 kwietnia 1939     | Lech Poznań – Legia Poznań | brak (remis) | Okręgowa – Poznań  | 2-2   |

## Legia w eliminacjach o awans do I ligi
| sezon | Grupa | klasa rozgrywek | Miejsce I | Miejsce II   | Miejsce III       | Miejsce IV        |
| ----- | ----- | --------------- | --------- | ------------ | ----------------- | ----------------- |
| 1929  | I     | eliminacje      | ŁTSG Łódź | Legia Poznań | Marymont Warszawa | Polonia Bydgoszcz |

awans do finału i awans do I ligi: ŁTSG Łódź.
| sezon | Grupa | klasa rozgrywek | Miejsce I    | Miejsce II  | Miejsce III      | Miejsce IV    |
| ----- | ----- | --------------- | ------------ | ----------- | ---------------- | ------------- |
| 1930  | I     | eliminacje      | Legia Poznań | WKS Łódź    | TKS Toruń        | Skra Warszawa |
| 1930  |       | finał           | Lechia Lwów  | AKS Chorzów | WKS 82 pp Brześć | Legia Poznań  |

awans do I ligi: Lechia Lwów
| sezon | Grupa | klasa rozgrywek | Miejsce I | Miejsce II   | Miejsce III | Miejsce IV    |
| ----- | ----- | --------------- | --------- | ------------ | ----------- | ------------- |
| 1931  | I     | eliminacje      | ŁTSG Łódź | Legia Poznań | Gryf Toruń  | Skra Warszawa |

awans do półfinału: ŁTSG Łódź
| sezon | Grupa | klasa rozgrywek | Miejsce I    | Miejsce II | Miejsce III      | Miejsce IV        |
| ----- | ----- | --------------- | ------------ | ---------- | ---------------- | ----------------- |
| 1932  | I     | eliminacje      | Legia Poznań | ŁTSG Łódź  | Gwiazda Warszawa | Polonia Bydgoszcz |

- półfinał: Legia Poznań – WKS 1 p.p.Legionów Wilno 5-3, 1-0
- finał: Podgórze Kraków – Legia Poznań 0-0, 1-1, 4-2

| sezon | Grupa | klasa rozgrywek | Miejsce I        | Miejsce II   | Miejsce III        | Miejsce IV        |
| 1933  | I     | eliminacje      | Polonia Warszawa | Legia Poznań | Union-Touring Łódź | Polonia Bydgoszcz |

awans do półfinału: Polonia Warszawa (awansowała do I ligi)
| sezon | Grupa | klasa rozgrywek | Miejsce I    | Miejsce II | Miejsce III | Miejsce IV       |
| ----- | ----- | --------------- | ------------ | ---------- | ----------- | ---------------- |
| 1934  | I     | eliminacje      | Legia Poznań | ŁTSG Łódź  | Gryf Toruń  | Gwiazda Warszawa |

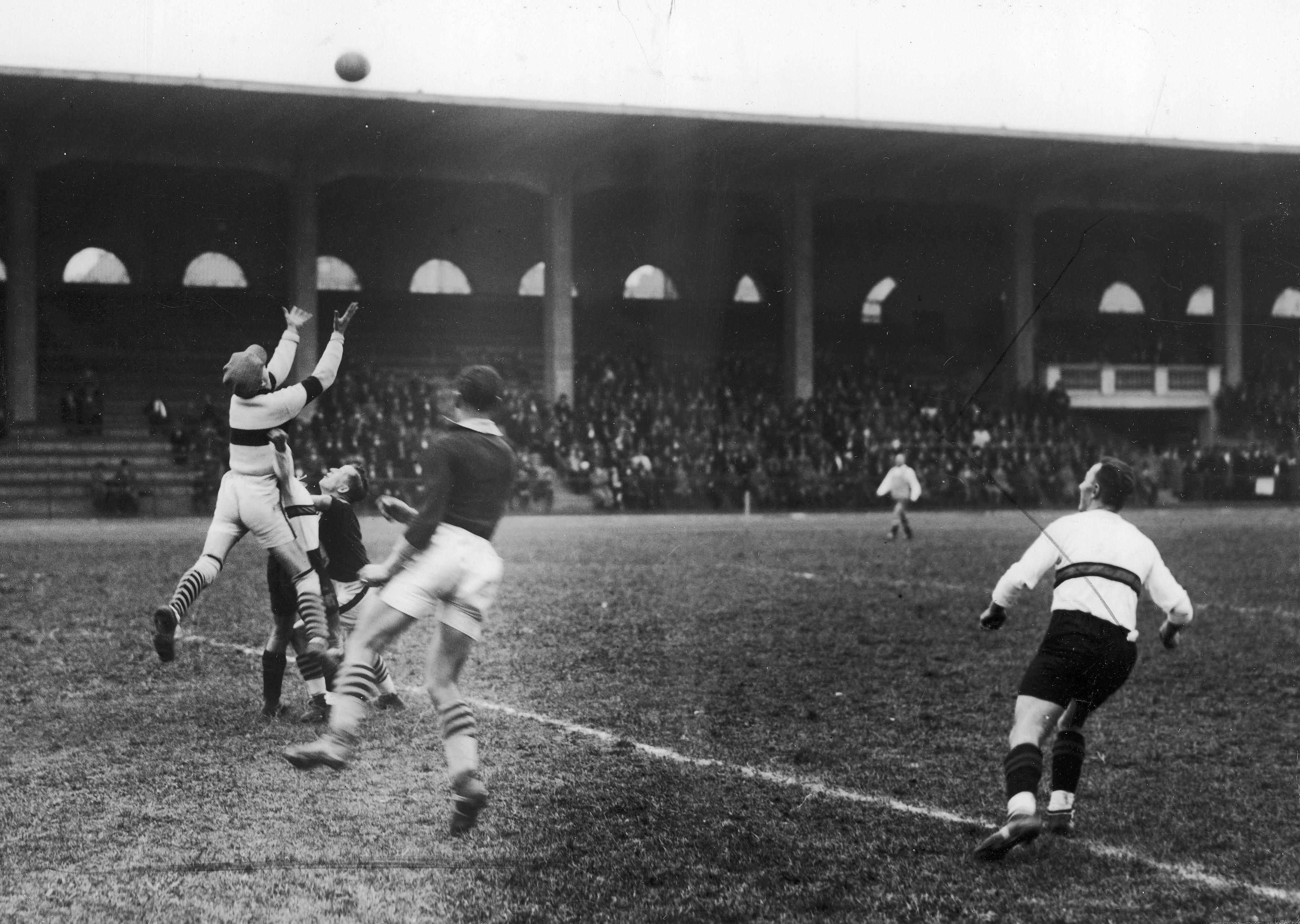
Mecz Legia Poznań - Śmigły Wilno (3ː2), 1934 r.

półfinał: WKS Śmigły Wilno – Legia Poznań 2-0, 2-3
| sezon | Grupa | klasa rozgrywek | Miejsce I    | Miejsce II         | Miejsce III    | Miejsce IV        |
| ----- | ----- | --------------- | ------------ | ------------------ | -------------- | ----------------- |
| 1935  | I     | eliminacje      | Legia Poznań | Union-Touring Łódź | Skoda Warszawa | Polonia Bydgoszcz |

półfinał: Dąb Katowice – Legia Poznań 4-1, 0-2 (Dąb awansował do finału i dalej do I ligi)
| sezon | Grupa | klasa rozgrywek | Miejsce I            | Miejsce II   | Miejsce III | Miejsce IV |
| ----- | ----- | --------------- | -------------------- | ------------ | ----------- | ---------- |
| 1938  | I     | eliminacje      | Śląsk Świętochłowice | Legia Poznań | Gryf Toruń  |            |

Śląsk Świętochłowice awansował do finału (awans do I ligi wywalczyła Garbarnia Kraków)
| sezon | Grupa | klasa rozgrywek | Miejsce I            | Miejsce II      | Miejsce III     | Miejsce IV   |
| ----- | ----- | --------------- | -------------------- | --------------- | --------------- | ------------ |
| 1939  | I     | eliminacje      | Legia Poznań         | KS Starachowice | ŁKS Łódź        | Gryf Toruń   |
| 1939  |       | finał           | Śląsk Świętochłowice | Śmigły Wilno    | Junak Drohobycz | Legia Poznań |

Odbyły się tylko dwie kolejki spotkań. Rozgrywki przerwała II wojna światowa. Do I ligi awansować miały trzy drużyny.

## Inne sekcje
- pływanie – sekcja powstała w 1924 roku.